# Fillinges
Fillinges é uma comuna francesa na região administrativa de Auvérnia-Ródano-Alpes, no departamento da Alta Saboia. Estende-se por uma área de 11.67 km². Em 2010 a comuna tinha 3 566 habitantes (densidade: 305,6 hab./km²).